# 滇藏五味子
滇藏五味子（学名：[Schisandra neglecta] 错误：{{Lang}}：文本有斜体标记（帮助））为五味子科五味子属下的一个种。